# 兴州古城
兴州古城，位于中国河北省承德市兴州村，为承德市滦平县的一个省级文物保护单位，类型为古遗址，公布时间为1982年7月23日。
兴州古城的历史年代为金、元。